# 誘拐 (1956年の映画)
『誘拐』（ゆうかい、Ransom!）は、1956年に公開されたアメリカ合衆国の映画。1954年に放映されたテレビドラマ「Fearful Decision」（ラルフ・ベラミー主演）を映画化した作品。アレックス・シーガルが監督を務め、グレン・フォード、ドナ・リード、レスリー・ニールセンが主演した。
1996年にはロン・ハワード監督、メル・ギブソン主演により『身代金』としてリメイクされた。

## キャスト
※括弧内は日本語吹替（テレビ版）
- デイブ・スタンナード：グレン・フォード（羽佐間道夫）
- エディス・スタンナード：ドナ・リード
- チャーリー・テルファー：レスリー・ニールセン
- チャップマン：ファノ・フェルナンデス
- バケット警察署長：ロバート・キース